# Alliance Allemagne
Alliance Allemagne (en allemand : Bündnis Deutschland) (DE) est un petit parti allemand libéral-conservateur, fondé en 2022 et dirigé par Steffen Große (de), ancien membre des Électeurs libres, à la suite de la défection d'anciens députés de l'AfD au Bürgerschaft de Brême après la fusion avec les Citoyens en colère.